# 21929 Nileshraval
21929 Nileshraval è un asteroide della fascia principale. Scoperto nel 1999, presenta un'orbita caratterizzata da un semiasse maggiore pari a 2,6249716 UA e da un'eccentricità di 0,0270453, inclinata di 3,80217° rispetto all'eclittica.